# Ballenas Chinatrust
Los Ballenas Chinatrust (en chino tradicional 中信鯨) fue un equipo de béisbol profesional taiwanés fundado en 1997, que formó parte de la Liga de Béisbol Profesional China. Tenía su base en la ciudad de Hsinchuang en el Estadio de Béisbol de Hsinchuang. 
En 1991 nacen los Ballenas Chinatrust como un equipo amateur, luego en 1997 logran llegar a la Liga de Béisbol Profesional China convirtiéndose en el séptimo equipo de la liga, los problemas de Chinatrust Financial Holding Company hacen que Koos Group asuman la dirección del club renombrando el equipo como Ballenas KG, en 2002 Chinatrust retoma el control y vuelven a su nombre original Ballenas Chinatrust. Luego de finalizar la temporada 2008 de la Liga, el equipo anuncia su disolución.

## Títulos obtenidos
Locales
Títulos locales
Ninguno